# The Movies (The Goodies)
"The Movies" és un episodi de la cinquena temporada de la guardonada sèrie còmica de televisió britànica The Goodies.
Aquest episodi també es coneix com a "The British Film Industry" i "The Black & White, Western, Epic Movie" així com "BBC" i "The Choices of Film Creation".
Com en altres episodis de la sèrie, aquest episodi va ser escrit per membres de The Goodies, amb cançons i música de Bill Oddie.

## Premis
The Goodies va guanyar la Rose d'Argent el 1975 per aquest episodi al festival Rose d'Or, celebrat a Montreux (Suïssa).

## Trama
Després de queixar-se de la davallada de la indústria cinematogràfica britànica, el trio compra Pinetree Studios (per 25 £) amb l'esperança de fer algunes bones pel·lícules. Després acomiaden tots els directors, que consideren que estan fent pel·lícules que són "molt avorrides o extremadament pretensioses" i decideixen fer-les ells mateixos.
El seu intent de remodelar Macbeth amb menys violència i més interès familiar és un fracàs complet i condueix a que els Goodies es barallin entre ells i intentin fer les seves pròpies pel·lícules per separat. Tim vol fer una èpica bíblica mentre que Graeme vol fer un western violent i Bill vol fer una comèdia muda en blanc i negre (creient que per fer-ho ha de pintar-ho tot monocrom i no parlar). Bill comenta: "Buster Keaton va haver de passar tres setmanes pintant tota la ciutat en blanc i negre. I aleshores  un gran edifici escarmentat cau sobre ell, i no fa cap soroll".
Preguntant-se sobre quin tipus de pel·lícula caldria fer, Graeme comenta a Tim: "Almenys puc actuar que és més del que puc dir per a algunes persones presents". Sentint-se ferit, Tim pregunta: "I què vol dir això?" i Graeme respon: "Bé, mira't la cara, no ets Glenda Jackson, no?"
Més tard, comencen a filmar en un estudi amb molta gent a fora, però allà on vagin Tim, Bill i els altres membres de l'equip, els segueixen corrents al lloc de filmació de Graeme, que és més gran que els altres, a més d'entrar en els sets dels altres. Bill s'uneix als seus còmics llegendaris favorits Charlie Chaplin, Buster Keaton i Laurel i Hardy. Aleshores comença la batalla dels Goodies quan l'equip de Tim va topar amb l'equip de Graeme i els tres extres lluiten al costat dels Goodies. Però la lluita no va bé perquè els originals es veuen ferits pels seus propis extres. Aleshores fugen dels estudis discutint i corrent al teatre. Quan els Goodies es reuneixen, a l'escenari, encara es discuteixen fins que apareix l'enorme paraula "The End" que arrossega els Goodies a l'aire mentre demanen ajuda.